# 12013 Sibatahosimi
12013 Sibatahosimi eller 1996 VU8 är en asteroid i huvudbältet som upptäcktes den 7 november 1996 av de båda japanska astronomerna Kazuro Watanabe och Kin Endate vid Kitami-observatoriet. Den är uppkallad efter den japanska astronomi föreningen Sibatamachi-hosiwomirukai.